# Chabrillan
Chabrillan är en kommun i departementet Drôme i regionen Auvergne-Rhône-Alpes i sydöstra Frankrike. Kommunen ligger i kantonen Crest-Sud som tillhör arrondissementet Die. År 2022 hade Chabrillan 755 invånare.

## Befolkningsutveckling
Antalet invånare i kommunen Chabrillan
Referens:INSEE